# Vergilius grav
Vergilius grav (engelska: Virgil's Tomb) är en oljemålning av den engelske konstnären Joseph Wright of Derby som finns i tre versioner målade 1779–1785.

## Motiv och bakgrund
Målningen är en fri tolkning av Crypta Neapolitana i Neapel där den romerske skalden Vergilius uppges ha blivit begravd efter sin död år 19. Wright besökte staden under sin Grand tour 1774–1776. Under resan tecknade han mycket av det han såg och upplevde. När han återvände till England använde Wright teckningarna som skisser för ett antal målningar med italienska ämnen, däribland Vergilius grav. 

## Olika versioner
Den första versionen målades 1779, benämns också Virgil's Tomb by Moonlight, with Silius Italicus och är utställd på Yale Center for British Art i New Haven, Connecticut. Till skillnad från de två senare tavlorna innehåller den en person, den romerske skalden Silius Italicus (cirka 25–101), som beundrade Vergilius och ofta besökta hans grav. Den andra målades 1782 och ingår sedan 1981 i Derby Museum and Art Gallerys samlingar. Den tredje målningen, 1785 års version, benämns Virgil's Tomb: Sun Breaking through a Cloud och skiljer sig från de två tidigare genom att graven är avbildad i dagsljus. Den är också mindre (47 x 65 cm) än de tidigare tavlorna och är sedan 1985 utställd på Ulster Museum i Belfast. 

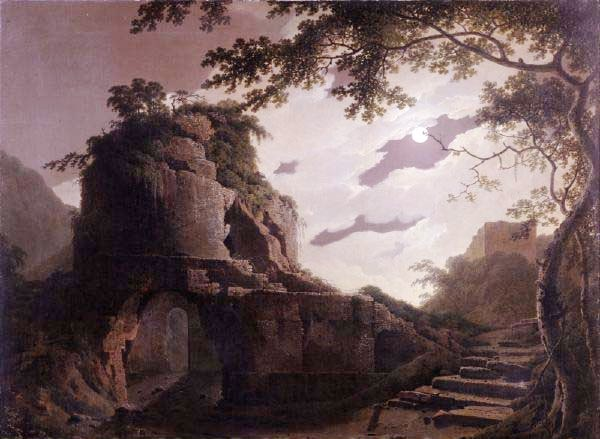
Andra versionen: Virgil's Tomb (1782), Derby Museum and Art Gallery.
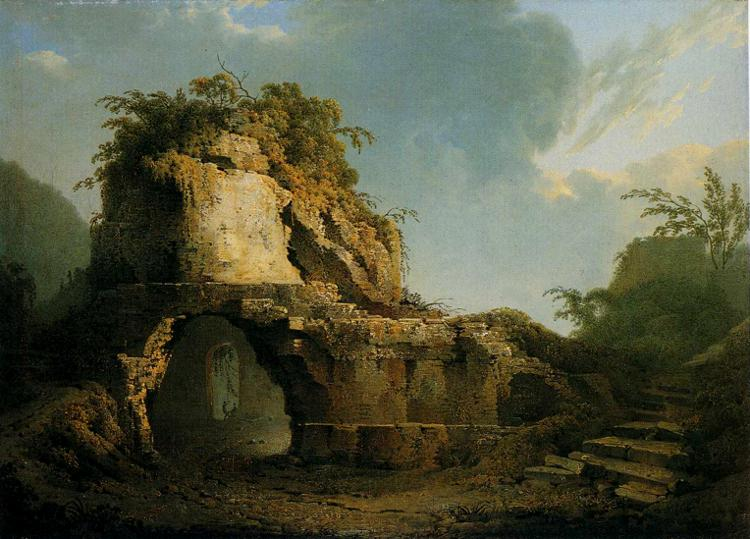
Tredje versionen: Virgil's Tomb: Sun Breaking through a Cloud (1785), Ulster Museum i Belfast.